# 1942 au Manitoba
Chronologie du Manitoba
- 1938
- 1939
- 1940
- 1941
- 1942
- 1943
- 1944
- 1945
- 1946

Cette page concerne les événements survenus en 1942 dans la province canadienne du Manitoba.

## Politique
- Premier ministre : John Bracken
- Chef de l'Opposition :
- Lieutenant-gouverneur : Roland Fairbairn McWilliams
- Législature :

## Naissances

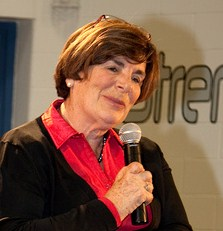
Anita Neville.

- 7 mai : Maria Chaput, femme politique canadienne franco-manitobaine.

- 22 juillet : Anita Neville (née à Winnipeg), femme politique canadienne.

- 9 août : David Steinberg, réalisateur, acteur, producteur, scénariste et directeur de la photographie canadien né à Winnipeg.

- 24 août : Gary Albert Filmon, C.P., homme politique canadien. Chef du Parti progressiste-conservateur du Manitoba de 1983 à 2000, il est le premier ukraino-canadien à être premier ministre du Manitoba, de 1988 à 1999.